# NGC 210
NGC 210 je galaksija u zviježđu Kit.

## Vanjske poveznice
- SEDS: NGC 0210